# Decreto legislativo 14 marzo 2013, n. 33
Il decreto legislativo 14 marzo 2013, n. 33 è una norma della Repubblica Italiana che ha stabilito disposizioni in tema di incompatibilità per gli incarichi pubblici ed obblighi di trasparenza amministrativa per la pubblica amministrazione italiana, nonché relativamente al diritto di accesso agli atti amministrativi in Italia.

## I contenuti
Le novità principali riguardano:
- istituzione dell’obbligo di pubblicità: delle situazioni patrimoniali di politici, e parenti entro il secondo grado; degli atti dei procedimenti di approvazione delle varianti urbanistiche e dei piani regolatori; dei dati relativi alle nomine dei direttori generali, e degli accreditamenti delle strutture cliniche;
- totale accessibilità delle informazioni: il modello di ispirazione è quello del Freedom of Information Act statunitense, che garantisce l’accessibilità di chiunque lo richieda a qualsiasi documento o dato in possesso delle PA, salvo i casi in cui la legge lo esclude espressamente (es. per motivi di sicurezza);
- introduzione del "diritto di accesso civico": nuova forma di accesso con l'obiettivo di incrementare il rapporto di fiducia tra cittadini e PA e promuovere il principio di legalità;
- obbligo, per i siti web istituzionali, della pubbliche amministrazioni di realizzare una sezione denominata "amministrazione trasparente" nella quale pubblicare quanto stabilito dal decreto.